# Psylliodes pallidipennis
Psylliodes pallidipennis es una especie de insecto coleóptero de la familia Chrysomelidae.
Fue descrita científicamente en 1856 por Rosenhauer.